# Ла-Рош (Фрібур)
Ла-Рош (фр. La Roche) — громада  в Швейцарії в кантоні Фрібур, округ Грюєр.

## Географія
Громада розташована на відстані близько 37 км на південний захід від Берна, 12 км на південь від Фрібура.
Ла-Рош має площу 24,1 км², з яких на 4,1% дозволяється будівництво (житлове та будівництво доріг), 47% використовуються в сільськогосподарських цілях, 46,9% зайнято лісами, 2% не є продуктивними (річки, льодовики або гори).

## Демографія
2019 року в громаді мешкало 1744 особи (+25% порівняно з 2010 роком), іноземців було 15,7%. Густота населення становила 72 осіб/км².
За віковим діапазоном населення розподілялося таким чином: 23,6% — особи молодші 20 років, 60,9% — особи у віці 20—64 років, 15,5% — особи у віці 65 років та старші. Було 696 помешкань (у середньому 2,5 особи в помешканні).
Із загальної кількості 667 працюючих 82 було зайнятих в первинному секторі, 269 — в обробній промисловості, 316 — в галузі послуг.